# Saint-Cirgues-en-Montagne
Saint-Cirgues-en-Montagne [sɛ̃ siʁɡ ɑ̃ mɔ̃taɲ] ist ein Dorf und eine Gemeinde im französischen Département Ardèche in der Region Auvergne-Rhône-Alpes. Die Gemeinde grenzt im Nordwesten an Issanlas und Lachapelle-Graillouse, im Norden an Le Lac-d’Issarlès (Berührungspunkt), im Nordosten an Cros-de-Géorand, im Osten an Usclades-et-Rieutord (Berührungspunkt), im Südosten an Montpezat-sous-Bauzon und Le Roux und im Südwesten an Mazan-l’Abbaye.

## Bevölkerungsentwicklung
| Jahr                       | 1962 | 1968 | 1975 | 1982 | 1990 | 1999 | 2008 | 2014 |
| -------------------------- | ---- | ---- | ---- | ---- | ---- | ---- | ---- | ---- |
| Einwohner                  | 543  | 498  | 462  | 397  | 361  | 285  | 249  | 224  |
| Quellen: Cassini und INSEE |      |      |      |      |      |      |      |      |

## Sehenswürdigkeiten

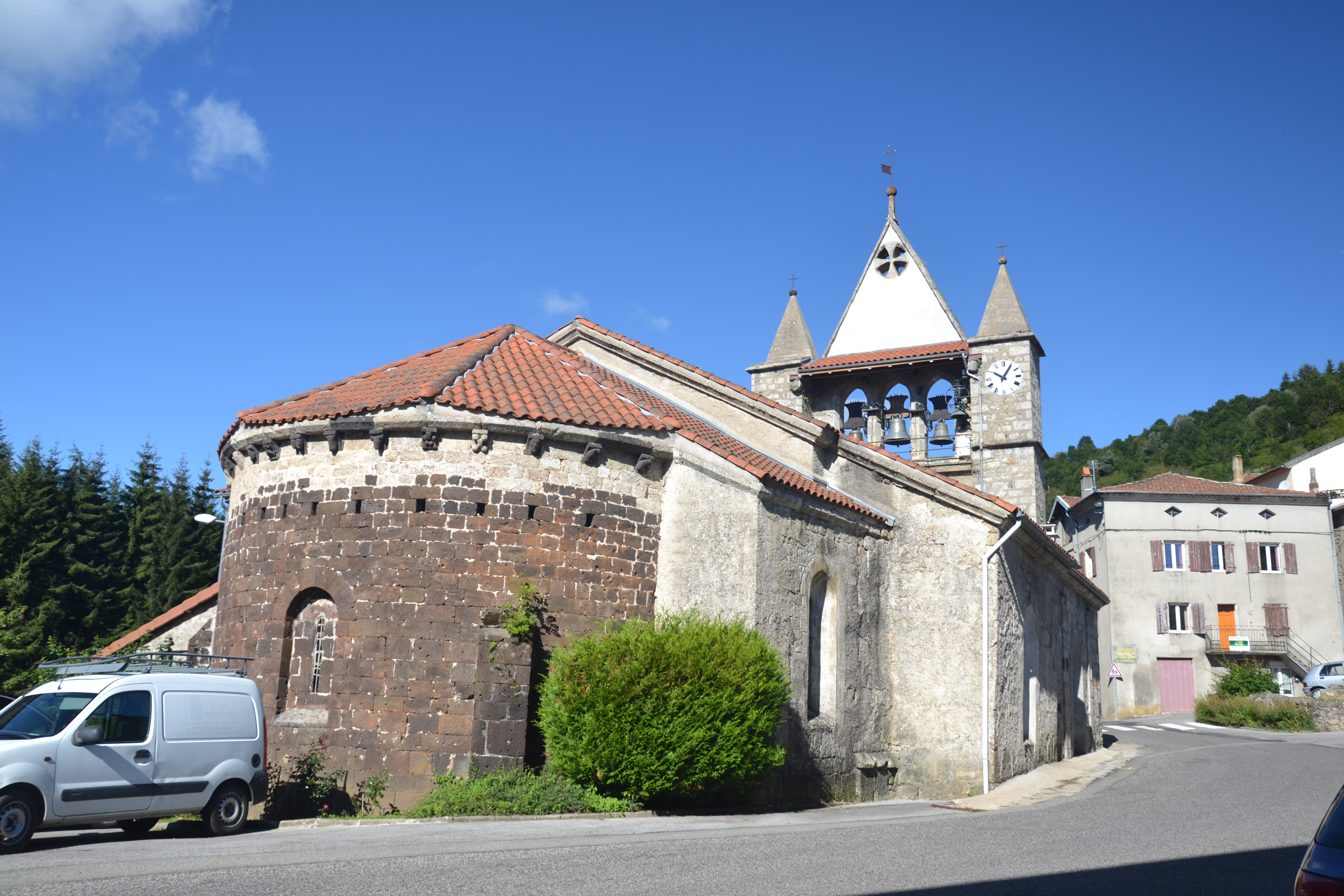
Kirche Saint-Cirice

- Kirche Saint-Cirice
- Kriegerdenkmal

## Persönlichkeiten
- Auguste Jean-Baptiste Tauleigne (1870–1926), Physiker